# Аскойтія
Аскойтія (баск. Azkoitia (офіційна назва), ісп. Azcoitia) — муніципалітет в Іспанії, у складі автономної спільноти Країна Басків, у провінції Гіпускоа. Населення — 11 266 осіб (2009).
Муніципалітет розташований на відстані близько 330 км на північ від Мадрида, 31 км на південний захід від Сан-Себастьяна.
На території муніципалітету розташовані такі населені пункти: (дані про населення за 2009 рік)
- Аррієта-Менді: 243 особи
- Аскойтія: 10230 осіб
- Ісаррайц: 567 осіб
- Ормаола-Менді: 226 осіб

## Демографія
Динаміка населення (INE ):

## Галерея зображень

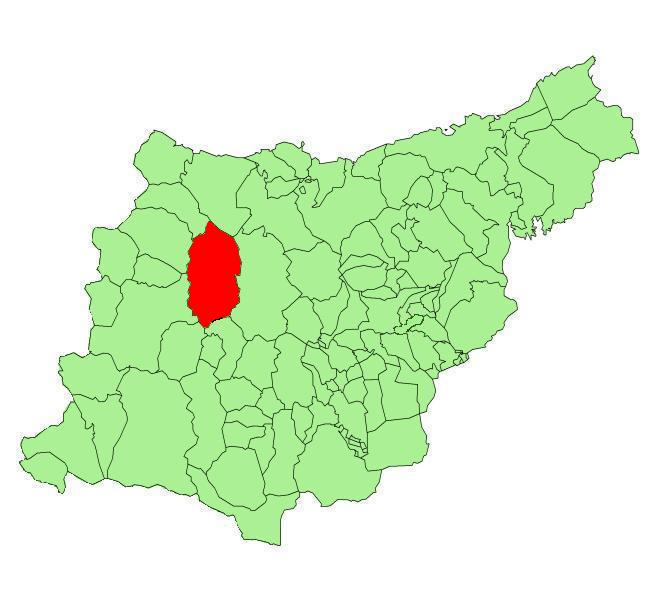
Розташування муніципалітету
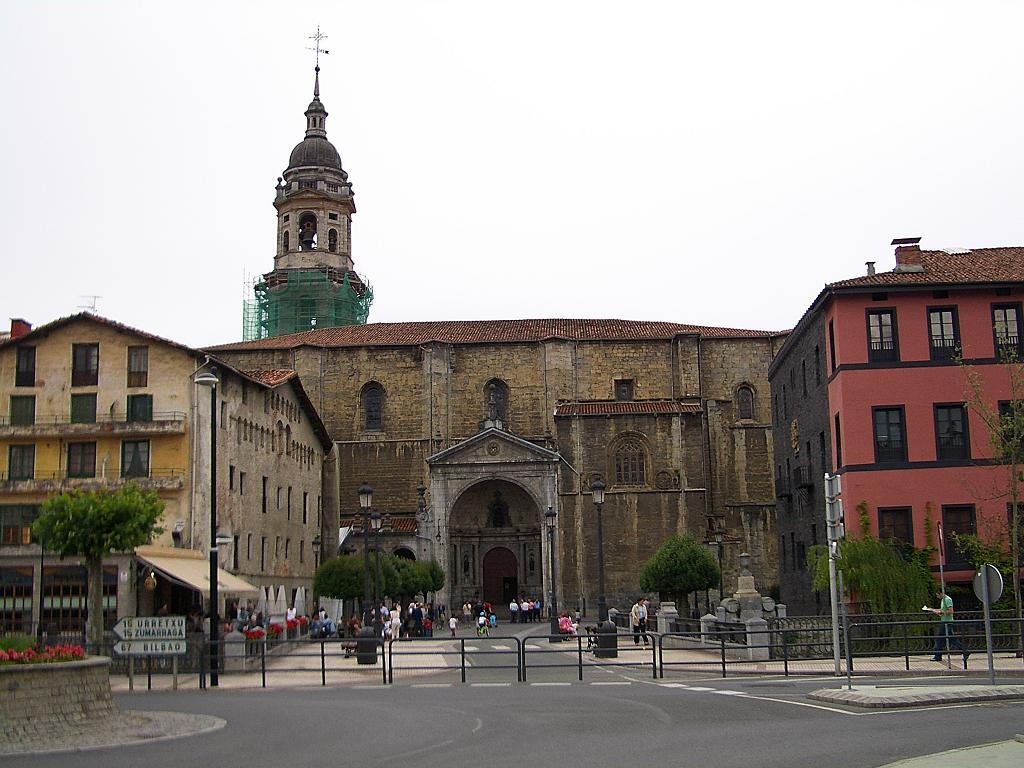
Церква Санта-Марія-ла-Реаль